# Armengol X de Urgel

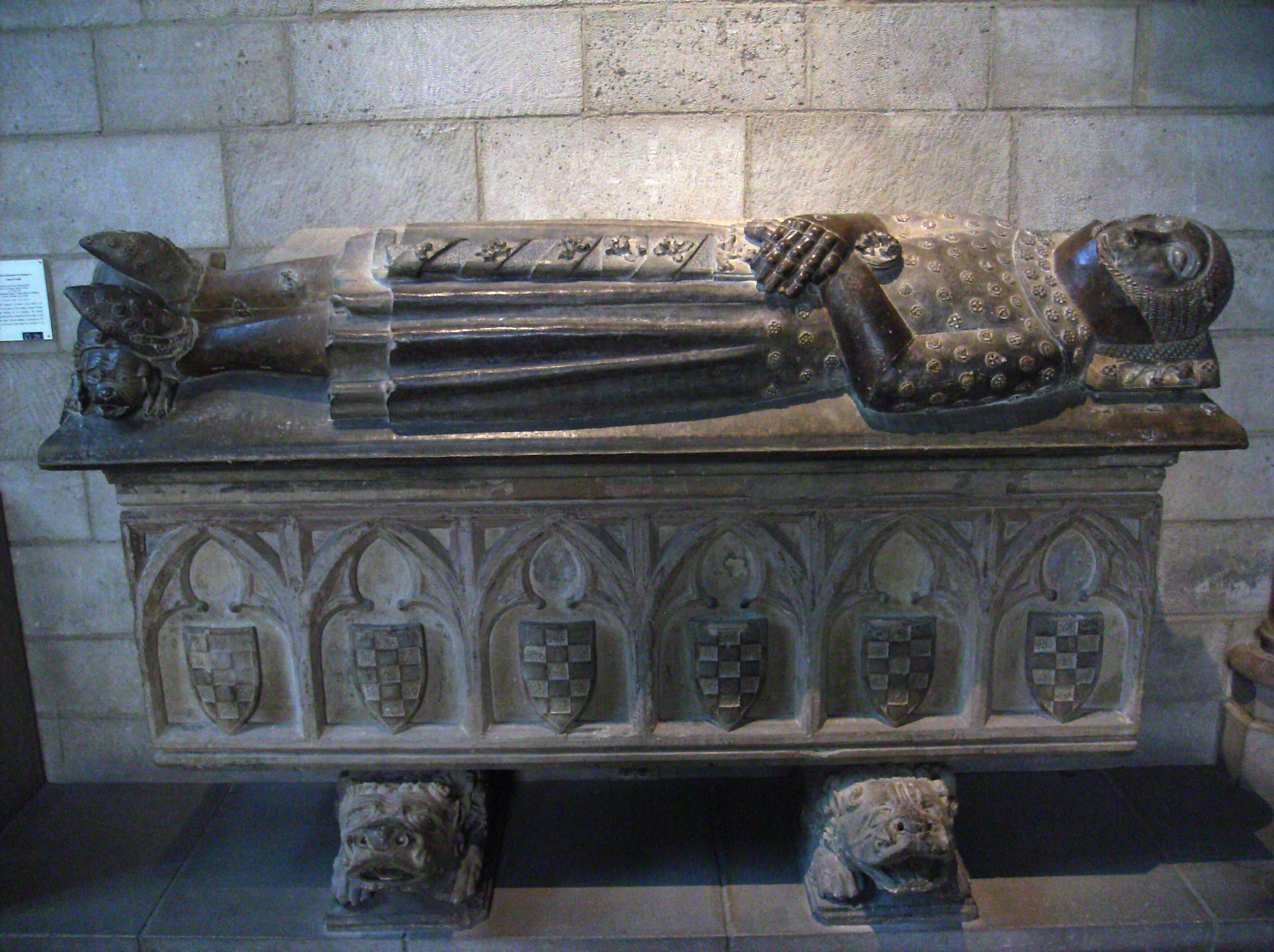
Sepulcro de Armengol X en The Cloisters, Nueva York.

Armengol X de Urgel (1254 - Litera, 1314), conde de Urgel y vizconde de Áger
Era hijo de Álvaro I de Urgel y de su segunda mujer, Cecilia de Foix. Heredó el condado a la edad de trece años, en 1267.
Inicialmente bajo la tutela de Roger Bernardo III de Foix, participó en la coalición contra el rey Pedro III de Aragón. Por el convenio de Agramunt de 1278, esta coalición fue reprimida y Armengol fue restituido en el condado a cambio de unas obligaciones. Así, a partir de este momento, el conde de Urgel se convirtió en compañero inseparable del rey, viajando con él hasta Sicilia y Burdeos.
Tras la muerte de Pedro III se hizo fiel compañero de Alfonso III de Aragón así como de Jaime II, llegando a participar en la conquista de Menorca en 1287.
Casó dos veces, la primera con Sibila de Montcada y, tras la muerte de ésta, en 1300 con Faidida de Illa-Jordán, sin sucesión de ninguno de sus dos matrimonios.
A su muerte en 1314 deja un testamento legando el condado a su sobrina-nieta Teresa de Entenza, hija de Gombal de Entenza y de Constanza de Antillón y Cabrera, la cual era hija de Leonor de Cabrera-Urgel, hija de Álvaro I de Urgel en su primera esposa Constanza de Montcada, obligando a que ella reciba el condado al casar con un hijo del rey que no fuese a reinar, impidiendo, así, que el condado fuese asumido por la Corona.